# Правительство Джентилони
Правительство Джентилони (итал. Governo Gentiloni) — 64-е правительство Итальянской Республики, действовавшее с 12 декабря 2016 по 1 июня 2018 года под председательством Паоло Джентилони.

## Общие сведения
Правительство стало третьим, сформированным парламентом XVII-го созыва, оно сменило правительство Ренци, ушедшее в отставку 7 декабря 2016 года.
Причиной смены правительств стали итоги конституционного референдума по вопросу изменения полномочий и порядка формирования Сената 4 декабря 2016 года, которые принесли поражение инициатору реформ — премьер-министру Маттео Ренци (40,9 % избирателей проголосовали «за», 59,1 % — «против» при явке почти 70 %).

## Правящая коалиция
- Демократическая партия
- Новый правый центр/НА
- Солидарная демократия
- Союз Центра
- Итальянская социалистическая партия
- Демократический центр[итал.]

## Формирование
7 декабря 2016 года около семи часов вечера, после утверждения Сенатом государственного бюджета, Маттео Ренци официально подал президенту Маттарелла прошение об отставке. Он пошёл на этот шаг, хотя утром этого же дня Сенат проголосовал за вотум доверия правительству Ренци (в последнем голосовании 166 сенаторов поддержали правительство) — таким образом левое крыло Демократической партии, противостоявшее реформам Ренци, хотело продемонстрировать сохранение парламентского правительственного большинства.
11 декабря 2016 года Маттарелла поручил Джентилони формирование нового правительства.
12 декабря 2016 года принесли присягу министры правительства Джентилони и секретарь аппарата Совета министров Мария Элена Боски (процедура началась около восьми часов вечера). Позднее в этот же день произошла церемония передачи председательского колокольчика от уходящего премьера новому, во время которой Ренци вручил преемнику толстовку, подаренную ему мэром Аматриче, сильно пострадавшего от землетрясения 24 августа 2016 года.
13 декабря Палата депутатов выразила вотум доверия правительству большинством 368 голосов против 105 (фракции Движения пяти звёзд и Лиги Севера на время голосования покинули зал заседаний).
14 декабря большинством 169 голосов против 99 Сенат проголосовал за доверие правительству. «Лига Севера» вновь не участвовала в голосовании, Движение пяти звёзд бойкотировало первый раунд (на пустующих местах фракции были демонстративно оставлены экземпляры Конституции Италии), а во втором её сенаторы голосовали с целью «продемонстрировать вес оппозиции». Правительство поддержал Марио Монти, а также часть сенаторов левых фракций.
29 декабря состоялось назначение в министерства 41 младшего статс-секретаря (сорок второй — Мария Элена Боски — была назначена первой, вместе с министрами). Состав почти не изменился по сравнению с правительством Ренци, только ушёл в отставку лидер «Гражданского выбора» Энрико Дзанетти и получил министерский портфель Лука Лотти. Несколько вакансий с компетенцией в области секретных служб и экономики остались незамещёнными.

## Изменения в составе
18 марта 2017 года произошёл раскол в партии «Новый правый центр» — в центре конгрессов Alibert в Риме состоялась национальная ассамблея новой партии «Народная альтернатива», которую возглавил бывший лидер НПЦ Анджелино Альфано, все члены правительства Джентилони от этой структуры последовали за ним.
19 мая 2017 года ушла в отставку младший статс-секретарь Министерства инфраструктуры и транспорта, член «Народной альтернативы» Симона Викари. Против неё начато официальное расследование по подозрению в коррупции — предположительно она приняла в подарок от судовладельца Этторе Мораче часы Rolex в обмен на поддержку законопроекта о снижении НДС на морские перевозки.
19 июля 2017 года Энрико Коста ушёл в отставку с должности министра по делам регионов, и его обязанности временно перешли к премьер-министру Джентилони.
26 июля 2017 года Джентилони своим постановлением передал полномочия по делам регионов младшему статс-секретарю аппарата правительства Джанклаудио Брессе.
13 марта 2018 года министр сельского хозяйства Маурицио Мартина подал в отставку из-за назначения его исполняющим обязанности национального секретаря Демократической партии, а его обязанности временно перешли к премьер-министру Джентилони с 14 марта.

## Список
| Должность                                                                            | Имя                        | Партия      | Примечания                                                                                   |
| ------------------------------------------------------------------------------------ | -------------------------- | ----------- | -------------------------------------------------------------------------------------------- |
| Аппарат Совета министров                                                             |                            |             |                                                                                              |
| Председатель Совета министров                                                        | Паоло Джентилони           | ДП          |                                                                                              |
| Младший статс-секретарь                                                              | Мария Элена Боски          | ДП          | Секретарь аппарата Совета министров                                                          |
| Младший статс-секретарь                                                              | Сандро Гоци                | ДП          | Полномочия в области связей с Евросоюзом.                                                    |
| Младший статс-секретарь                                                              | Сеза Амичи                 | ДП          |                                                                                              |
| Младший статс-секретарь                                                              | Лучано Пиццетти            | ДП          |                                                                                              |
| Младший статс-секретарь                                                              | Анджело Ругетти            | ДП          |                                                                                              |
| Младший статс-секретарь                                                              | Джанклаудио Бресса         | ДП          | С 26 июля 2017 года — с полномочиями в делах регионов.                                       |
| Министерство иностранных дел                                                         |                            |             |                                                                                              |
| Министр                                                                              | Анджелино Альфано          | НА          | До 18 марта 2017 года представлял НПЦ                                                        |
|                                                                                      | Марио Джиро                | СД          |                                                                                              |
| Младший статс-секретарь                                                              | Бенедетто Делла Ведова     | Независимый |                                                                                              |
| Младший статс-секретарь                                                              | Винченцо Амендола          | ДП          |                                                                                              |
| Министерство внутренних дел                                                          |                            |             |                                                                                              |
| Министр                                                                              | Марко Миннити              | ДП          |                                                                                              |
|                                                                                      | Филиппо Буббико            | ДП          |                                                                                              |
| Младший статс-секретарь                                                              | Джанпьеро Боччи            | ДП          |                                                                                              |
| Младший статс-секретарь                                                              | Доменико Манционе          | Независимый |                                                                                              |
| Министерство обороны                                                                 |                            |             |                                                                                              |
| Министр                                                                              | Роберта Пинотти            | ДП          |                                                                                              |
| Младший статс-секретарь                                                              | Джоакино Альфано           | НА          | До 18 марта 2017 года представлял НПЦ                                                        |
| Младший статс-секретарь                                                              | Доменико Росси             | ДЦ          |                                                                                              |
| Министерство юстиции                                                                 |                            |             |                                                                                              |
| Министр                                                                              | Андреа Орландо             | ДП          |                                                                                              |
| Младший статс-секретарь                                                              | Козимо Ферри               | Независимый |                                                                                              |
| Младший статс-секретарь                                                              | Дженнаро Мильоре           | ДП          |                                                                                              |
| Младший статс-секретарь                                                              | Федерика Кьявароли         | НА          | До 18 марта 2017 года представляла НПЦ                                                       |
| Министерство экономики и финансов                                                    |                            |             |                                                                                              |
| Министр                                                                              | Пьер Карло Падоан          | Независимый |                                                                                              |
| Младший статс-секретарь                                                              | Луиджи Казеро              | НА          | До 18 марта 2017 года представлял НПЦ                                                        |
| Младший статс-секретарь                                                              | Энрико Морандо             | ДП          |                                                                                              |
| Младший статс-секретарь                                                              | Пьер Паоло Баретта         | ДП          |                                                                                              |
| Младший статс-секретарь                                                              | Паола Де Микели            | ДП          |                                                                                              |
| Министерство экономического развития                                                 |                            |             |                                                                                              |
| Министр                                                                              | Карло Календа              | ДП          |                                                                                              |
| Младший статс-секретарь                                                              | Тереза Белланова           | ДП          |                                                                                              |
| Младший статс-секретарь                                                              | Антонио Джентиле           | НА          | До 18 марта 2017 года представлял НПЦ                                                        |
| Младший статс-секретарь                                                              | Антонелло Джакомелли       | ДП          | Полномочия в сфере коммуникаций.                                                             |
| Младший статс-секретарь                                                              | Иван Скальфаротто          | ДП          | Полномочия в сфере внешней торговли.                                                         |
| Министерство инфраструктуры и транспорта                                             |                            |             |                                                                                              |
| Министр                                                                              | Грациано Дельрио           | ДП          |                                                                                              |
| Младший статс-секретарь                                                              | Риккардо Ненчини           | ИСП         |                                                                                              |
| Младший статс-секретарь                                                              | Симона Викари              | НА          | До 18 марта 2017 года представляла НПЦ. С 19 мая 2017 года в отставке.                       |
| Младший статс-секретарь                                                              | Умберто Дель Бассо Де Каро | ДП          |                                                                                              |
| Министерство сельскохозяйственной, продовольственной и лесной политики               |                            |             |                                                                                              |
| Министр                                                                              | Маурицио Мартина           | ДП          | До 14 марта 2018                                                                             |
| Министр                                                                              | Паоло Джентилони           | ДП          | И. о. с 14 марта 2018                                                                        |
| Младший статс-секретарь                                                              | Андреа Оливеро             | СД          |                                                                                              |
| Младший статс-секретарь                                                              | Джузеппе Кастильоне        | НА          | До 18 марта 2017 года представлял НПЦ                                                        |
| Министерство образования, университетов и научных исследований                       |                            |             |                                                                                              |
| Министр                                                                              | Валерия Федели             | ДП          |                                                                                              |
| Младший статс-секретарь                                                              | Анджела Д'Онгия            | Независимая |                                                                                              |
| Младший статс-секретарь                                                              | Вито Де Филиппо            | ДП          |                                                                                              |
| Младший статс-секретарь                                                              | Габриэле Токкафонди        | НА          | До 18 марта 2017 года представлял НПЦ                                                        |
| Министерство труда и социальной политики                                             |                            |             |                                                                                              |
| Министр                                                                              | Джулиано Полетти           | Независимый |                                                                                              |
| Младший статс-секретарь                                                              | Франка Бьонделли           | ДП          |                                                                                              |
| Младший статс-секретарь                                                              | Луиджи Бобба               | ДП          |                                                                                              |
| Младший статс-секретарь                                                              | Массимо Кассано            | НА          | До 18 марта 2017 года представлял НПЦ                                                        |
| Министерство окружающей среды и защиты земель и моря                                 |                            |             |                                                                                              |
| Министр                                                                              | Джан Лука Галлетти         | ЦИ          |                                                                                              |
| Младший статс-секретарь                                                              | Барбара Дегани             | НА          | До 18 марта 2017 года представляла НПЦ                                                       |
| Младший статс-секретарь                                                              | Сильвия Вело               | ДП          |                                                                                              |
| Министерство культурного наследия, культурной деятельности и туризма                 |                            |             |                                                                                              |
| Министр                                                                              | Дарио Франческини          | ДП          |                                                                                              |
| Младший статс-секретарь                                                              | Илария Борлетти Буитони    | ГВ          |                                                                                              |
| Младший статс-секретарь                                                              | Антимо Чезаро              | ГВ          |                                                                                              |
| Младший статс-секретарь                                                              | Дорина Бьянки              | НА          | До 18 марта 2017 года представляла НПЦ                                                       |
| Министерство здравоохранения                                                         |                            |             |                                                                                              |
| Министр                                                                              | Беатриче Лоренцин          | НА          | До 18 марта 2017 года представляла НПЦ                                                       |
| Младший статс-секретарь                                                              | Давиде Фараоне             | ДП          |                                                                                              |
| Департамент по связям с парламентом                                                  |                            |             |                                                                                              |
| Министр без портфеля по связям с парламентом                                         | Анна Финокьяро             | ДП          |                                                                                              |
| Департамент по делам регионов, автономий и спорта                                    |                            |             |                                                                                              |
| Министр без портфеля по делам регионов                                               | Паоло Джентилони           | ДП          | и. о. с 19 по 26 июля 2017 (полномочия переданы младшему статс-секретарю Джанклаудио Брессе) |
| Министр без портфеля по делам регионов                                               | Энрико Коста               | НА          | До 19 июля 2017 (до 18 марта 2017 года представлял НПЦ)                                      |
| Министр без портфеля по делам спорта                                                 | Лука Лотти                 | ДП          |                                                                                              |
| Департамент развития экономики на местах и городских зон                             |                            |             |                                                                                              |
| Министр без портфеля по вопросам территориального единения и Юга Италии              | Клаудио Де Винченти        | ДП          |                                                                                              |
| Департамент государственной службы                                                   |                            |             |                                                                                              |
| Министр без портфеля по вопросам упрощения нормативной базы и государственной службы | Марианна Мадия             | ДП          |                                                                                              |

## История
10 января 2017 года в ходе совместного расследования почтовой полиции Италии и ФБР был арестован некий инженер-ядерщик и его сестра, подозреваемые в ведении киберслежки, в том числе за Маттео Ренци, сервером Демократической партии, Марио Драги, Марио Монти, за Саверио Каполупо в бытность его командующим Финансовой гвардии, а также за Фабрицио Саккомани, Винченцо Скотти и серверами Ватикана. Документы следствия позволяют проследить связи арестованных Джулио Оккьонеро (Giulio Occhionero) и его сестры Франчески Марии в финансовых и банковских кругах, а также с масонскими структурами. Семейная фирма Оккьонеро Westland Securities консультировала правительство США в вопросах инвестиций в развитие инфраструктуры порта Таранто.
13 января 2017 года Совет министров Италии одобрил несколько постановлений, подготовленных министром юстиции Андреа Орландо и дополняющих закон о гражданских партнёрствах в Италии («закон Чиринна»), вступивший в силу 20 мая 2016 года. В частности, разрешено переоформлять в Италии заключённые за границей однополые браки как гражданские партнёрства (даже если браки были оформлены до вступления в силу в Италии закона о гражданских союзах). Право оформления гражданских партнёрств получили мэры коммун, членам гражданских союзов разрешено брать фамилию партнёра. Члены гражданских союзов приравнены к супругам при даче показаний в суде: теперь они имеют право не свидетельствовать друг против друга.
4 февраля 2017 года 600 учёных и университетских преподавателей направили коллективное письмо в правительство и парламент Италии с призывом принять срочные меры к исправлению катастрофического состояния системы образования, которое проявляется в низком уровне подготовки учащихся.
6 февраля 2017 года спред между стоимостью долгосрочных бонов итальянского казначейства (BTP) и десятилетних федеральных казначейских обязательств ФРГ (Bundesanleihe) впервые с февраля 2014 года поднялся до уровня 200 базовых пунктов, что свидетельствовало об ухудшении финансового положения Италии.
Согласно данным ISTAT, уровень безработицы в августе 2017 года составил 11,2 %, что на 0,2 % ниже показателя июля 2017 года и на 0,4 % — августа 2016-го. Среди молодёжи 15-24 лет — 35,1 % (на 2,2 % ниже, чем годом ранее).
22 октября 2017 года состоялись референдумы об автономном статусе в Венето и Ломбардии. В обоих случаях более 90 % избирателей ответили на поставленный вопрос утвердительно, однако в Венето явка составила более 50 %, а в Ломбардии, где плебисцит носил консультативный характер — менее половины имеющих право голоса.
28 декабря 2017 года правительство приняло постановление о направлении в Нигер 470 итальянских военнослужащих для обучения личного состава местных сил правопорядка тактике борьбы с группировками, организующими нелегальную перевозку мигрантов (это решение требует одобрения парламентом).
26 марта 2018 года Министерство иностранных дел Италии объявило о высылке из страны в течение двух недель двух российских дипломатов во исполнение решений Европейского совета от 22 и 23 марта о коллективных мерах Евросоюза в знак солидарности с Великобританией после отравления Сергея Скрипаля и его дочери, в котором обвиняют российские спецслужбы.